# Villerville
Villerville é uma comuna francesa na região administrativa da Normandia, no departamento Calvados. Estende-se por uma área de 3,3 km². Em 2010 a comuna tinha 607 habitantes (densidade: 183,9 hab./km²).